# Bombardement du 11 juillet 2022 à Kharkiv
Le bombardement du 11 juillet 2022 à Kharkiv est survenu le 11 juillet 2022 lorsqu'une vague de bombardements russes a fait trois morts et 31 blessés dans la ville ukrainienne de Kharkiv.

## Bombardement
Le maire Ihor Terekhov a déclaré que les zones bombardées étaient des zones résidentielles sans "importance militaire", comprenant plusieurs maisons civiles, des magasins, un magasin de réparation de pneus et une école,. Reuters a confirmé qu'au moins une structure résidentielle avait été touchée,.
Oleh Synyehubov (en) a déclaré que les russes avaient utilisé "l'artillerie, plusieurs lance-roquettes et des attaques de chars" sur Kharkiv.

## Littérature
- Ukraine. Des centaines de personnes ont été tuées dans les bombardements incessants de Kharkiv // Amnesty International